# Louis Sylvain-Goma
Louis Sylvain-Goma est un général et homme politique congolais (république du Congo), né le 24 juin 1941 à Pointe-Noire. Il a été Premier ministre de la république du Congo de 1975 à 1984 et en 1991 en présidant le praesidium provisoire des travaux de la conférence nationale au point de la rendre souveraine. Il est actuellement ambassadeur du Congo au Brésil.

## Biographie
Louis Sylvain-Goma naît le 24 juin 1941 à Pointe-Noire, d'un père vili et d'une mère,  originaire de Guinée. 

### Formation
Il fait ses études primaires à Pointe-Noire, puis au Lycée Victor Augagneur où il décroche son Baccalauréat. Après une année en Corniche (classe préparatoire) Hoche au lycée Hoche à Versailles, en mathématiques supérieures, il poursuit sa formation militaire en France et intègre en 1961, l'École spéciale militaire de Saint-Cyr (ESM Saint-Cyr) (promotion Bir Hakeim), et en sort avec le grade de lieutenant. Les autres membres de cette troisième génération d'officiers des FAC (Forces armées Congolaises) sont Alfred Raoul et Luc Kimbouala-Nkaya.
Marien Ngouabi, et Joachim Yhombi-Opango sont en revanche formés à l'Ecole spéciale militaire interarmes de Strasbourg,

### Carrière militaire et politique
Officier du génie, il est commandant de l'artillerie en 1966. Il fait partie des officiers progressistes qui, dans la mouvance du capitaine Ngouabi, contestent le pouvoir de Massamba-Débat à partir de 1966.
Après la chute de Massamba-Débat, il est nommé Chef d'État-major Général Adjoint des forces armées en 1968. L'année suivante, il devient Secrétaire d'État à la Défense.
Membre éminent du PCT (Parti Congolais du Travail) de la première heure, il entre au gouvernement comme Ministre des Travaux Publics et des Transports, après le congrès extraordinaire du PCT convoqué par le Président Ngouabi du 30 mars au 1er avril 1970.
En juillet 1974, il redevient Chef d'État-major Général des forces armées, en cumul de ses fonctions de ministre.
Du 5 au 12 décembre 1975, une session extraordinaire du Comité Central du PCT aboutit à la dissolution du Bureau Politique et à la mise en place d'un État-major Spécial révolutionnaire, qui en assume les fonctions, jusqu'au prochain congrès du parti. Le commandant Louis Sylvain Goma en est un des cinq membres, avec Marien Ngouabi, Thystère-Tchicaya, Sassou-Nguesso et Jean Pierre Gombé. Il est également nommé par le Président Ngouabi, Premier ministre en remplacement de Henri Lopès.
Il fait partie du Comité Militaire du Parti mis en place le 18 mars 1977 après l'assassinat du Président Ngouabi, avec le rang de deuxième vice-président. Il conserve son poste de Premier ministre. L'année suivante, il est promu colonel.
En 1979, il est aux côtés du premier vice-président du CMP, Sassou-Nguesso dans le bras de fer qui l'oppose au président Yhombi-Opango. Après la chute de ce dernier, le 5 février 1979, il est confirmé à son poste de Premier ministre par le nouveau président Sassou-Nguesso.
En juillet 1984, il quitte le poste de Premier Ministre (Chef du gouvernement, sous le Président Ngouabi) qu'il a occupé pendant 9 ans, lors du congrès ordinaire du PCT. Il devient alors le premier Président du tout nouveau Conseil constitutionnel. En 1989, il devient Président du Conseil Économique et Social, nouvellement créé.
Il est nommé général de brigade le 1er janvier 1990, en compagnie de Jean-Marie Mokoko, Raymond Damase Ngollo, Emmanuel Ngouélondélé Mongo et Norbert Dabira.
À la suite de la démission du premier ministre Alphonse Souchlaty-Poaty, et à la contestation politique et sociale de 1990, le Président Sassou-Nguesso, le charge en janvier 1991 de former un gouvernement d'union nationale, chargé de conduire le pays vers la démocratie pluraliste. Après consultation, il reconduit le gouvernement en place et convainc le président de la République de convoquer une conférence nationale.
En février 1991, il préside la conférence jusqu'à l'élection de Mgr Ernest Kombo.
Candidat malheureux au poste de premier ministre du gouvernement de transition, il quitte la Primature après l'élection d'André Milongo en juin 1991. Pour la première fois depuis 1968, il n'exercera aucune fonction publique.

### Carrière post-politique
De 1992 à 1998, il est cadre dirigeant de la société pétrolière italienne Agip-Congo, devenue depuis ENI.
De 1999 au début de l'année 2012, il est Secrétaire général de la Communauté économique des États de l'Afrique centrale (CEEAC) dont le siège est à Libreville au Gabon. 
Depuis le 21 avril 2012, il est nommé ambassadeur plénipotentiaire de la république du Congo au Brésil. Il a présenté ses lettres de créance à la présidente Dilma Rousseff le 23 janvier 2013. Il a également prérogative sur l'Argentine, la Bolivie, le Paraguay, le Chili, l'Uruguay, le Pérou, le Venezuela, la Colombie, le Suriname, l'Equateur, la Guyane britannique. Il a présenté ses lettres de créance au Paraguay le 25 septembre 2017, à l'Équateur le 13 avril 2016 et à l'Argentine le 26 février 2019.[réf. souhaitée].

## Sources
- R. Bazanguissa-Ganga, Les voies du politique au Congo, Karthala, 1997
- Ph. Moukoko, Dictionnaire général du Congo-Brazzaville, L'Harmattan, 1999.